# Yordin Hernández
Yordin Hernández (Flores Costa Cuca, Quetzaltenango, Guatemala; 24 de agosto de 1996) es un jugador de fútbol que actualmente milita cedido en el club Deportivo Xinabajul de la Liga Nacional de Guatemala.

## Trayectoria
Yordin Hernández oriundo de Flores Costa Cuca, hizo su debut en el club Xelajú Mario Camposeco en 2016. Ha militado en diferentes equipos en primera División de Guatemala.

## Clubes
| Club                         | País      | Año               |
| ---------------------------- | --------- | ----------------- |
| Xelajú MC                    | Guatemala | 2016-2018         |
| Deportivo Reu                | Guatemala | 2018-2020         |
| Deportivo Siquinalá          | Guatemala | 2020-2021         |
| Xelajú M. C.                 | Guatemala | 2021 - 2023       |
| Deportivo Xinabajul (cedido) | Guatemala | 2024-Actualmente. |

## Palmarés

### Campeonatos nacionales
| Título             | Club      | País      | Año  |
| ------------------ | --------- | --------- | ---- |
| Torneo de Clausura | Xelaju MC | Guatemala | 2023 |